# 藤城裕士
藤城 裕士（ふじしろ ゆうじ、1940年〈昭和15年〉2月26日 - 2016年〈平成28年〉11月26日）は、日本の声優、俳優、演出家、日本工学院専門学校講師。最終所属事務所は81プロデュース。千葉県出身。

## 経歴
日本大学芸術学部卒業。
劇団造形、劇団俳優小劇場、エー・アンド・イー、ぷろだくしょんバオバブを経て、最後は81プロデュースに所属していた。
声優業の傍らに「ぐりま塾」主宰を務め、演出を手がけている。また、養成所講師も行っており、教え子には同じ事務所所属の石野竜三などがいる。
病気療養中に発症した、特発性間質性肺炎により逝去。76歳没。

## 人物
趣味は釣り。
妻は料理研究家。

## 後任
藤城の死後、持ち役を引き継いだ人物は以下の通り。
| 後任     | 役名             | 概要作品                  | 後任の初担当作品 |
| -------- | ---------------- | ------------------------- | ---------------- |
| 山寺宏一 | どじょうおじさん | 『それいけ!アンパンマン』 | 不明             |
| 宇垣秀成 | どじょうおじさん | 『それいけ!アンパンマン』 | 不明             |

## 出演

### テレビドラマ
- 怪奇大作戦 第16話「かまいたち」（1968年、TBS/円谷プロ） - おでん屋
- 特別機動捜査隊（1969年、NET） - 桜井 ※第395話 他
- 俄＝浪華遊侠伝（1970年、TBS）
- 肝っ玉かあさん（1971年、TBS） - 郵便屋
- 浮世絵 女ねずみ小僧（1971年、フジテレビ）
- 大河ドラマ（NHK）
  - 国盗り物語（1973年） - 公卿
  - 勝海舟（1974年）
- 木曽街道いそぎ旅 第4話（1973年、フジテレビ）
- 白い影（1973年、TBS、第8回） - 保健所職員
- ライオン奥様劇場 徳川の夫人たち（1974年、フジテレビ/NMC） - 寺社奉行
- 悪魔のようなあいつ 第13話（1975年、TBS） - 刑事
- 結婚前夜シリーズ 第6話「さよならインバネス」（1976年、TBS） - スナック・マスター
- 太陽にほえろ! 第184話「アリバイ」（1976年、NTV）
- 少年ドラマシリーズ 快傑黒頭巾 第1話（1976年、NHK）
- 日立スペシャル特別企画3時間ドラマ（TBS）
  - 風が燃えた（1978年3月6日）
  - 大いなる朝（1979年8月27日）
- 熱い嵐（1979年、TBS）
- 関ヶ原（1981年、TBS） - 八十島道与
- 淋しいのはお前だけじゃない（1982年、TBS）第5話「名月赤城山」
- 松本清張生誕100年記念作品・駅路（2009年、フジテレビ）

### 舞台
- ぐりま塾（各公演、演出）
- 女流作家を詠む（Midori企画、演出）
- 詠む・語る（Midori企画、2006年、演出）
- わが町（ソーントン・ワイルダー作 2007年、演出）
- 夏の夜の夢（ウィリアム・シェイクスピア作 2007年、演出）

### テレビアニメ
1972年
- 科学忍者隊ガッチャマン

1973年
- ゼロテスター
- 山ねずみロッキーチャック

1974年
- 破裏拳ポリマー（ソッキーン）
- ゼロテスター

1975年
- ラ・セーヌの星（ブリエル、警備隊副官）

1977年
- 女王陛下のプティアンジェ（ヒラリー）

1978年
- 家なき子
- 闘将ダイモス（医者A）

1979年
- アニメーション紀行 マルコ・ポーロの冒険（骨董屋の主人）
- 宇宙戦艦ヤマト2（第11番惑星兵站基地司令）
- 海底超特急マリン・エクスプレス（駅長）

1980年
- ベルサイユのばら（聴衆）
- ルパン三世 (TV第2シリーズ)

1981年
- 新・ど根性ガエル
- 太陽の牙ダグラム（モレア・オーセル）
- 百獣王ゴライオン（軍師ライブル）
- 名犬ジョリィ（警官A）

1982年
- 科学救助隊テクノボイジャー（所長）
- ゲームセンターあらし（医師）
- 太陽の子エステバン（ルカス、サバル）
- とんでモン・ペ
- 六神合体ゴッドマーズ（ゾーラ）

1983年
- アルプス物語 わたしのアンネット（神父）
- 装甲騎兵ボトムズ（兵士）

1984年
- 銀河パトロールPJ（長老）
- 銀河漂流バイファム（男〈ラレド〉）
- 超力ロボ ガラット（ダーク・安、デル）
- 特装機兵ドルバック（村長）
- ルパン三世 PARTIII

1985年
- 超獣機神ダンクーガ（結城タケル）
- 夢の星のボタンノーズ（署長）

1986年
- 蒼き流星SPTレイズナー（ギルバート、大統領）
- オズの魔法使い（兵隊、隊長 他）
- 青春アニメ全集（駅員、主人）
- ボスコアドベンチャー（老人）

1987年
- 機甲戦記ドラグナー（デリング）
- マンガ日本経済入門（アダムス、ミアーズ）

1988年
- ウルトラB（ダイブツの父、床屋）
- 美味しんぼ（1988年 - 1989年、四方さん、君川清一郎）
- それいけ!アンパンマン（どじょうおじさん〈初代〉）

1989年
- アイドル伝説えり子（監督）

1990年
- 魔神英雄伝ワタル2（ウガンダ）

1992年
- 風の中の少女 金髪のジェニー（ターナー町長）

1993年
- 機動戦士Vガンダム（ムバラク・スターン）
- コボちゃん（桑原、社長）

1994年
- 機動武闘伝Gガンダム（皿売りの老人、元首）

1995年
- ヤンボウ ニンボウ トンボウ（王様）

1996年
- 怪盗セイント・テール（老主人）
- きこちゃんすまいる（直木さんの父）
- シティーハンター ザ・シークレット・サービス（院長）
- 忍たま乱太郎（組合長）
- 名探偵コナン（1996年 - 2015年、窪田、海老沢和雄、細矢和宏、藤田清三、岡部重吉、明石勇作、橘憲介、来生範久、下鳥太志、生田目龍太郎、豊島延策）

1997年
- 金田一少年の事件簿（1997年 - 1998年、立花良造、国守秋比古〈代役〉）
- 剣風伝奇ベルセルク（1997年 - 1998年、大臣B、武官F）

1998年
- 彼氏彼女の事情（有馬総司）
- 銀河漂流バイファム13（ラレド）
- 太陽の子エステバン（BS版）（ユパンキ）

1999年
- 魔術士オーフェン（ジョージィ）

2000年
- 週刊ストーリーランド（教頭）

2001年
- ノワール（ユベール）
- ゴーゴー五つ子ら・ん・ど（老人）

2002年
- サイボーグ009 THE CYBORG SOLDIER（艦長）

2005年
- ガラスの仮面（東洋劇場会長）

2006年
- ぜんまいざむらい（佐々木小じじ）

2007年
- エル・カザド（事務）

2008年
- ゴルゴ13（ジャンセン）
- スケアクロウマン（おじさん）
- 全力ウサギ（プラネタリウムの館長）
- D.Gray-man（神父）
- まめうしくん（しぶじい）

2011年
- へうげもの（黒田孝高〈黒田如水〉）

2014年
- それでも世界は美しい（フェラーラ公）

### 劇場アニメ
- 機動戦士ガンダムIII めぐりあい宇宙編（1982年、ティアンム）
- SPACE ADVENTURE コブラ（1982年）
- ドキュメント 太陽の牙ダグラム（1983年、兵士）
- ルパン三世 バビロンの黄金伝説（1985年、タルティーニ[13]）
- 強殖装甲ガイバー（1986年、アキツ警部[14]）
- 機動戦士ガンダム0083 ジオンの残光（1992年、ステファン・ヘボン）
- 名探偵コナン 時計じかけの摩天楼（1997年）
- 名探偵コナン 銀翼の奇術師（2004年、石田）

### OVA
- 蒼き流星SPTレイズナー ACT-III 刻印2000（1986年、ジョン・ギルバート）
- カリフォルニア・クライシス 追撃の銃火（1986年、中古車屋）
- ダーティペア（1987年、ネア博士）
- 機甲猟兵メロウリンク（1988年、裁判長）
- 強殖装甲ガイバー（1989年、アキツ警部）
- 機動戦士ガンダム0083 STARDUST MEMORY（1991年、ステファン・ヘボン）
- 銀河英雄伝説（1991年、カール・ブラッケ）

### ゲーム
- 機動戦士ガンダム ギレンの野望（1998年、ティアンム提督）
- 機動戦士ガンダム ギレンの野望 ジオンの系譜（1999年、ティアンム提督）
- 機動戦士ガンダム ギレンの野望 ジオン独立戦争記（2002年、ティアンム提督、ジャブロー高官）
- SDガンダム GGENERATION SPIRITS（2007年、ムバラク・スターン）
- 機動戦士ガンダム 新ギレンの野望（2011年、ティアンム提督）

### ドラマCD
- 彼氏彼女の事情 アクト・ゼロ（有馬総司）
- 劇場版コブラ 音楽篇/ドラマ篇
- スタンレー・ホークの事件簿（ジム・ウィルスキー）
- NEO・GEO DJ Station（山田十平衛）
- BURN-UP EXCESSplus（フェイ・クレーム）
- ベルサイユのばら－忘れ得ぬ人・オスカル－（ジャルジェ将軍）
- 宝裸シリーズ（狩俣部長）

### ラジオドラマ
- FMシアター 旅は道づれ（1976年）
- NHK FM 青春アドベンチャー「不良と呼ばれた夏」（2004年、北村晃）

### 吹き替え

#### 映画
- アート・オブ・ウォー ※テレビ朝日版
- 愛と喝采の日々（ロージー〈アンソニー・ザーブ〉）※TBS版
- アウトブレイク（ルディ・アルヴァレス）※ソフト版
- 悪魔の墓場
- アトランティス7つの海底都市（フェン〈ジョン・ラッツェンバーガー〉）
- アメリカン・グラフィティ ※フジテレビ版
- アラン・ドロンのゾロ ※テレビ朝日新録版
- いつの日かこの愛を（チュン〈ン・チーホン〉）
- ヴァイラス（フィル・スチュアート〈リック・ダコマン〉）
- 宇宙戦争（サルヴァトーレ〈ジャック・クルーシェン〉）※テレビ東京版
- エース・ベンチュラ（大家〈マーク・マーゴリス〉）※ソフト版
- SF謎の宇宙船遭遇（サム・テイト、ナサ部員、パイロット、司令官、男2）
- OK牧場の決斗 ※日本テレビ版
- オースティン・パワーズ（事務総長）
- オーメン（スピレット神父〈マーティン・ベンソン〉）※TBS版
- オール・ザット・ジャズ（エディ、ハイマン医師）※テレビ朝日版
- 男の闘い（トム・ダウティ〈アンソニー・ザーブ〉）
- カリブの嵐（バナナ売り）※フジテレビ版
- 華麗なる賭け ※フジテレビ版
- 騎兵隊（クランプ助祭）※TBS新録版
- キャノンボール3 新しき挑戦者たち（ランドルフ・ヴァン・スローン）※TBS版
- キャプテン・ロン（ビル・ザクリー〈ダン・バトラー〉）
- 恐竜の島（ホワイトリー）
- キング・オブ・キングス
- キングコング2
- クイック&デッド ※ソフト版
- クラッシャー/大津波（アガモ博士）
- クリスタル殺人事件（撮影監督）
- 刑事ジョー ママにお手あげ（銃器店の店員〈リチャード・シフ〉）※ソフト版
- 刑事ニコ/法の死角（ストローザ警部補〈ジョゼフ・F・コサラ〉）※TBS版
- 結婚式の後で（神父）
- ゲッタウェイ（キノセン）※テレビ朝日新録版
- コードネームはファルコン
- コクーン（牧師）
- コマンドー（ベネットの手下 他）※テレビ朝日版
- サウス・キャロライナ/愛と追憶の彼方（エディ〈ジョージ・カーリン〉）
- ザ・プレイヤー（アンディ・シヴェラ〈ディーン・ストックウェル〉）※ソフト版
- サンタクロース（ブーグ〈ティム・スターン〉）※劇場公開版
- シーウルフ ※テレビ東京版
- シークレット・レンズ
- シェフ! 〜三ツ星レストランの舞台裏へようこそ〜（ポール）
- 地獄の戦線（マークス大尉〈ブルース・カウリング〉）※テレビ東京版
- 7月4日に生まれて（従軍牧師〈R・D・コール〉、ジョン）※VHS版
- ジム・キャリーのエースにおまかせ!
- シャドー（ロイ・タム博士〈サブ・シモノ〉）※VHS版
- 十字架の用心棒（雑貨屋、男 他）
- ジョーズ（検視官）※日本テレビ版
- 正午から3時まで（キャボット牧師）
- 勝利への脱出
- 上流社会（執事エドワード）
- スカーレット&ブラック（ハリー・バーネット中尉）
- スター・ウォーズ エピソード4/新たなる希望（ジョン・D・ブラノン）※日本テレビ版1、（ジョン・D・ブラノン、シャン・チルゼン中尉）※日本テレビ版2
- スター・ウォーズ エピソード5/帝国の逆襲（ブレン・ダーリン少尉〈ジョン・ラッツェンバーガー〉）※日本テレビ版
- スターマン/愛・宇宙はるかに
- スペースバンパイア ※テレビ朝日旧録版
- 潜水艦パパニコルス発進せよ!
- 続・赤毛のアン
- 続・荒野の七人 ※TBS版
- ダーティハリー4（バートン医師）
- ダーティ・メリー/クレイジー・ラリー（スティーヴン）※フジテレビ版
- ターミネーター2（ウェザビー刑事、警備員 他）※ソフト版1
- ターナー&フーチ/すてきな相棒（ハーレイ・マッケイブ）※TBS版
- 大空港（アッカーマン、デヴィッドソン、ナッシュ医師）※日本テレビ新録版
- タイムアクセル12:01（ロバート・デンク〈ニコラス・サロヴィ〉）
- 戦うパンチョ・ビラ
- 007/カジノ・ロワイヤル（ジョンソン）※日本テレビ版
- 007/ゴールドフィンガー（ミッドナイト）※日本テレビ版
- 007/ダイヤモンドは永遠に（ミスター・ウィント〈ブルース・グローヴァー〉）※TBS旧録版
- 007/消されたライセンス（ペレス）※ANA機内上映版
- チャイナ・シンドローム
- デスマシーン（ジョン・カーペンター〈ウィリアム・フットキンス〉）
- デッド・エンド/特捜記者ブラティガンの挑戦（アルバート・イーストレイク、アウトランド氏）
- デッドライン/おまえを渡さない
- デモリションマン（スミザーズ）※ソフト版
- トゥルー・カラーズ（ジョン・クーパー）
- ドッグ・イン・パラダイス（裁判長〈ジャン＝クロード・ブリアリ〉）
- ドリーム・ガール/ママにはないしょの夏休み（パーマター医師）
- ナイトメア・オブ・クリスマス（ヴァーノン・クラムリー〈トニー・ロビンソン〉、ブラウン、カーター、モド）
- ナイトライフ
- ニクソン（ジョン・アーリックマン〈J・T・ウォルシュ〉）
- 2010年 ※テレビ朝日版
- バード・オン・ワイヤー（ポール・バーナード）※ソフト版
- ハード・トゥ・キル ※ソフト版
- 陪審員（デチーコ）※ソフト版
- 裸の銃を持つ男 ※TBS版
- バック・トゥ・ザ・フューチャー PART3（酒場の老人1〈パット・バトラム〉）※ソフト版
- バットマン オリジナル・ムービー（スタンレー）※ソフト版
- パニック・イン・スタジアム（テッド・シェリー）※日本テレビ版
- ハネムーン・イン・ベガス（ウォルター〈ベン・スタイン〉）
- パララックス・ビュー
- ハロウィン4 ブギーマン復活（リチャード・カラザース〈ジェフ・オルソン〉）※VHS版
- 羊たちの沈黙（ラマー〈トレイシー・ウォルター〉）※テレビ朝日版
- ピンク・パンサー4（フランソワ〈アンドレ・マランヌ〉）
- フェロモン（バーノン）
- 復讐の用心棒（モートン〈ウンベルト・ラホ〉）
- ブルース・ブラザース2000（マーフ）
- ブルベイカー（バール・ウィレッツ）
- プロポーズ（シド・グラックマン〈エドワード・アズナー〉）※ソフト版
- ベイビー・トーク2/リトル★ダイナマイツ ※ソフト版
- ボーン・イエスタデイ（フィリップ〈マイケル・エンサイン〉）
- 暴走パニック超特急
- ポセイドン・アドベンチャー ※テレビ朝日版
- ボディ・ダブル
- 香港発活劇エクスプレス 大福星（所長〈ジェームス・ティエン〉）
- マイ・ガール（レイ）※ソフト版
- マンハッタン（ジェレマイア〈ウォーレス・ショーン〉、デニス）
- 水着の女王 ※東京12ch旧版
- ミュータント・タートルズ（チャールズ〈ジェイ・パターソン〉）※フジテレビ版
- メタル・スポイラー（ハッチー）
- 面会時間（ヴィニー・ブラッドショー）
- 猛獣大脱走
- 野獣捜査線（ドク）
- 山猫物語（ビクトル、団長 他）
- 遊星からの物体X（クラーク〈リチャード・メイサー〉）
- 郵便配達は二度ベルを鳴らす
- 雪に咲いたバラ（ショーズドルフ〈フリッツ・リヒテンハーン〉、ゲシュタポ）
- 妖怪道士（高雄〈エディ・コー〉）
- 鎧なき騎士（アドラキシン大佐）※テレビ東京版
- ライトスタッフ
- ラスト・シューティスト（床屋）※フジテレビ版
- ラトルズ オール・ユー・ニード・イズ・キャッシュ（テレンス・ベイラー）
- リトル・ブッダ（ケンポ・テンジン）
- 龍の忍者
- レイダース/失われたアーク《聖櫃》（ゴブラー〈アンソニー・ヒギンズ〉）※日本テレビ版
- レッド・オクトーバーを追え!（トンプソン、ライルス、舵手、無線係2）※TBS版
- レッド・サン
- レナードの朝（レイ）※ソフト版
- レニー・ブルース（インタビュアー〈ボブ・フォッシー〉）
- ロビン・フッド（エムリン）
- ロボコップ（オムニ社会長〈ダン・オハーリー〉）※VHS版
- ロボコップ2（シェンク博士）※20世紀フォックス版

#### ドラマ
- 悪魔の異形 #9（アンディ、エドガー）
- アニマル・レスキュー・キッズ（ケリー）
- アボンリーへの道（イーガン）
- アメリカン・ヒーロー #26（デイヴ・タナー）
- アラン・ドロンの刑事物語 #3（司祭）
- アルフ シーズン4 #3（FBI捜査官〈ケネス・タイガー〉）
- ERIII緊急救命室（ローシュ〈スタンリー・カメル〉）
- エイリアン・ウォーズ（ジェイムズ・ブラッドリー大佐）
- 頑固じいさん孫3人（刑事）
- がんばれ!ベアーズ シーズン1 #1（アンパイア）、#10（ピーター）
- 騎馬警官
- クライム・ストーリー（スタントン）
- クローザー（ドクター・グレイドン）
- 刑事コジャック
- 刑事ロニー・クレイブン
- ザ・プラクティス ボストン弁護士ファイル（ネルソン、ジョン・マトリン）
- ザ・プリテンダー 仮面の逃亡者（ヘンリー・ジェイモンド弁護士）
- ザ・ホワイトハウス（将校）
- 三国志演義（田豊）
- シカゴ・ホープ
- 事件記者コルチャック（電話会社職員）
- シドニー・シェルダンの明日があるなら（ブラニガン所長〈レイン・スミス〉、ダーキン巡査部長）※VHS版
- シャーロック・ホームズの冒険
  - 四人の署名（ジャゴディシュ・シー）
  - 悪魔の足（ジョージ・トレゲニス）
- 13日の金曜日
- 15の不思議な物語（エイモス）
- 小公女（デュファージ先生〈アンドレ・マランヌ〉）
- 私立探偵ハリー
- 新アウターリミッツ シーズン1 #5（リチャード・ジェイコブス〈フルヴィオ・セセラ〉）
- 新・刑事コロンボ 復讐を抱いて眠れ（シャルフォン弁護士）※日本テレビ版
- 新・ヒッチコック劇場 シーズン1 #13（本屋のマネージャー、牧師）、#15（医師〈イアン・アバークロンビー〉）
- 新・こちらブルームーン探偵社（サバーマン）
- 新スタートレック（コンピューター）
- 素晴らしき日々（ポールの父〈アルビン・ファイファー / ジョン・C・モスコフ〉）
- 太王四神記（ヒョンス）
- 対決スペルバインダー（ホットドッグ男 他）
- タイムマシーンにお願い
- 探偵ハート&ハート シーズン4 #21（ウェンデル・カンター）
- 探偵レミントン・スティール
- チェオクの剣
- 地上最強の美女バイオニック・ジェミー（管制官）
- 超音速攻撃ヘリ エアーウルフ シーズン3 #7（ハーヴァー）
- 24 -TWENTY FOUR- シーズン2（中東大使）
- ドクター・フー（クレイン）
- 特攻野郎Aチーム
  - シーズン3 #13（ハリー・キャプラン）
  - シーズン5 #11（カマール）
- トップモデル諜報員 カバー・アップ
- トワイライト・ゾーン（医者）
- ハイスクール・ウルフ
- ハイテク武装車バイパー2（科学者）
- ビバリーヒルズ高校白書
- ヒルストリート・ブルース シーズン1 #15（ジェリー・フックス）
- ベイウォッチ（アナウンサー）
- ミステリー・グースバンプス（老人）
- ミステリー・ゾーン シーズン2 #23（医師〈エドワード・プラット〉）※ソフト版
- 名探偵ポワロ ※NHK版
  - 「戦勝舞踏会事件」（サミュエルソン執事、記者、舞踏会の司会者）
  - 「コーンワルの毒殺事件」（裁判長、遺言執行人、牧師）
  - 「24羽の黒つぐみ」（カッター監察医〈フィリップ・ロック〉）
- ヤングライダーズ
- 愉快なシーバー家（キンブル）
- ラブ・ボート（チャン）

#### アニメ
- アラジンの大冒険
- おまかせ!プルーデンスおばさん（ジョン、オズワルド）
- ガミー・ベアの冒険（ダックス・フォード[15]）
- キャッツ&カンパニー（審査員）
- ぞうのババール（コーネリアス[16]）
- バットマン
- パパはグーフィー
- まんが宇宙大作戦（船長）
- リトル・ベア（おじいちゃま、船長）

### 特撮
- 円盤戦争バンキッド（1976年、ジェーデ少佐の声）
- バトルホーク（1976年、鉄の爪の声）

### ボイスオーバー
- NHKスペシャル（NHK）
- 人類、月に立つ（NHK-BS2）
- ドキュメント地球時間（NHK教育）
- 日立 世界・ふしぎ発見!（TBS）
- 平和の代償(仮)〜ソマリア・国連介入から2年〜
- BS世界のドキュメンタリー（NHK BS1）

### その他コンテンツ
- カメカメ合唱団 人生はピエロ（おまわりさん）
- 東京エーヴィセンター 野村胡堂 各作品 カセット（朗読）
- 銭形平次捕物控 CDカセットブック（朗読）
- 日清食品 日清焼そばU.F.O.「UFO仮面ヤキソバン」（CMのナレーション、「スーパーヤキソバンプレゼントキャンペーン編」では実写出演）
- てれび絵本（NHK教育テレビ）